# Алагёз (река)
Алагёз (также овраг Алакоз, Алакос, Кефиол-Дереси; укр. Алагьоз, крымскотат. Alagöz, Алагозь) — ручей (балка) на южном берегу Крыма, левый приток реки Демерджи. Находится на территории городского округа Алушта. Длина водотока 7,2 километра, площадь водосборного бассейна — 12,7 км².

## Название
Название Алагёз встречается в справочнике «Поверхностные водные объекты Крыма», в статье Юрия Шутова «Рождённые в горах», в труде «Реки и Озёра Крыма» — там же Алакос и (также и у Рухлова в книге 1915 года «Обзор речных долин горной части Крыма») Кефиол-Дереси (вариант Кефиол-Дереси иногда связывают со старой дорогой на Феодосию — древнее название Кефе, йол — дорога, которая пересекает реку вблизи устья), на картах — вариант Алакоз.

## География
Исток ручья — родники выходящие на юго-восточных склонах горы Демерджи-яйла восточнее села Лучистое, течёт общим направлением на юго-восток, долина Алагеза очень крута и почти полностью лишена древесной растительности и потому река подвержена разрушительныв ливневым паводкам и селеопасна. Согласно справочнику «Поверхностные водные объекты Крыма», у ручья 7 безымянных притоков длиной менее 5 километров, но на подробных картах два правых оврага имеют собственные названия: нижний — Аюагач и выше по течению Куюлар. Алагёз впадает в реку Демерджи в 0,7 км от устья, водоохранная зона ручья установлена в 50 м.